# Frank Geudens
Frank Geudens (Wilrijk, 30 december 1951) is een Belgisch politicus voor Vooruit.

## Levensloop
Geudens studeerde rechten (hij studeerde niet af)  aan de Vrije Universiteit Brussel. Was journalist, bureelhoofd in een diamantfirma en uitgever van reclamebladen.
Hij deed zijn intrede in de politieke arena en was gemeenteraadslid te Deurne en Antwerpen, alvorens in 1993 aangesteld te worden als gedeputeerde voor de provincie Antwerpen, ter vervanging van partijgenoot Marc Van Santvoort, die vanwege een corruptiedossier moest aftreden. Dit mandaat oefende hij uit tot de provincieraadsverkiezingen van 2006. Ondanks hij 15.463 voorkeurstemmen kreeg werd hij vervangen in deze functie door Inga Verhaert. Als gedeputeerde was hij verantwoordelijk voor begroting, economie , monumentenzorg en culturele instellingen. Zo realiseerde hij de aankoop van het Sportpaleis door de provincie, tevens creëerde hij een extra locatie voor het  Diamantmuseum nabij het Centraal Station van Antwerpen, bouwde hij de Arenbergschouwburg uit tot het centrum van cabaret en kleinkunst en leidde hij het Openluchttheater van Deurne naar grote bezoekerssuccessen.Het Diamantmuseum sloot toen de Zoo haar gebouw terugvroeg.
Vanaf 2007 werd hij Districtsburgemeester te Deurne. Een mandaat dat hij uitoefende tot de lokale verkiezingen van 2012. Daarna fractieleider sp.a en sedert 2019 voorzitter van de districtsraad.
Geudens zetelde in de raad van bestuur van het Vredescentrum van de Provincie en Stad Antwerpen, was voorzitter van de intercommunale voor crematoriumbeheer.

## Onderscheidingen
- Officier in de Leopoldsorde (8 april 2005), commandeur in de Kroonorde (2019)